# Patrick van Aanholt
Patrick John Miguel van Aanholt ('s-Hertogenbosch, 29 agosto 1990) è un calciatore olandese, difensore dello Sparta Rotterdam.

## Carriera

### Club

#### Chelsea e anni in prestito
Terzino sinistro cresciuto calcisticamente nelle giovanili del PSV prima e del Chelsea poi, viene ceduto in prestito per la prima parte della stagione 2009-2010 al Coventry City, debuttando per la prima volta in una partita professionistica il 9 agosto 2009 contro l'Ipswich Town.
Tornato a dicembre a disposizione del Chelsea, viene convocato in occasione della partita di FA Cup della stagione 2009-2010 disputata contro il Preston N.E. il 23 gennaio 2010, senza però entrare in campo.
Il 29 gennaio 2010, viene nuovamente girato in prestito, stavolta al Newcastle Utd. Dopo un mese positivo ai magpies, torna tra le file della squadra detentrice del suo cartellino, con cui esordisce ufficialmente durante l'incontro del 25 marzo 2010, terminato 5-0 ai danni del Portsmouth. Registra poi la sua seconda presenza nella partita successiva, ovvero il 27 marzo contro l'Aston Villa.
Dopo avere debuttato in Champions League nel 2010-2011 il 15 settembre nel successo per 1-4 contro lo Žilina, nel gennaio 2011 passa in prestito al Leicester City ed una volta rientrato, nell'agosto successivo si trasferisce di nuovo in prestito al Wigan.
Il 16 gennaio 2012 passa in prestito al Vitesse. Il 16 luglio 2012 il prestito viene rinnovato per un'altra stagione. Dopo un'altra stagione in prestito al Vitesse conclude la sua esperienza con 67 partite di campionato in due stagioni e mezzo, realizzando anche 5 gol

#### Sunderland e Crystal Palace
Il 25 luglio 2014 viene acquistato dal Sunderland a titolo definitivo per 2 milioni di euro, con cui firma un contratto quadriennale.
Nel gennaio del 2017 viene venduto al Crystal Palace per circa 12 milioni di euro. Il 30 giugno 2021 il suo contatto con le aquile, dopo 134 presenze e 14 gol, scade e rimane svincolato.

#### Galatasaray
Il 28 luglio 2021 firma per il Galatasaray.

### Nazionale
Il 19 novembre 2013 debutta con la nazionale maggiore olandese nel pareggio per 0-0 in amichevole contro la Colombia. Viene però escluso dalla lista dei convocati per i Mondiali 2014.
Con l'arrivo di Ronald Koeman nel 2018 in panchina diventa un convocato in pianta stabile degli oranje seppur senza essere titolare. Dopo aver preso parte alla UEFA Nations League 2020-2021 e alle qualificazioni a Euro 2020 e Mondiali 2022, nel 2021 viene poi convocato all’Europeo giocando da titolare tutti e quattro gli incontri fino all'eliminazione avvenuta agli ottavi per mano della Rep. Ceca.

## Statistiche

### Presenze e reti nei club
Statistiche aggiornate al 27 giugno 2021.
| Stagione              | Squadra               | Campionato            | Campionato | Campionato | Coppe nazionali | Coppe nazionali | Coppe nazionali | Coppe continentali | Coppe continentali | Coppe continentali | Altre coppe | Altre coppe | Altre coppe | Totale | Totale |
| Stagione              | Squadra               | Comp                  | Pres       | Reti       | Comp            | Pres            | Reti            | Comp               | Pres               | Reti               | Comp        | Pres        | Reti        | Pres   | Reti   |
| --------------------- | --------------------- | --------------------- | ---------- | ---------- | --------------- | --------------- | --------------- | ------------------ | ------------------ | ------------------ | ----------- | ----------- | ----------- | ------ | ------ |
| ago.-dic. 2009        | Coventry City         | FLC                   | 20         | 0          | FACup+CdL       | 0+0             | 0               | -                  | -                  | -                  | -           | -           | -           | 20     | 0      |
| gen.-feb. 2010        | Newcastle Utd         | FLC                   | 7          | 0          | FACup+CdL       | 0+0             | 0               | -                  | -                  | -                  | -           | -           | -           | 7      | 0      |
| feb.-giu. 2010        | Chelsea               | PL                    | 2          | 0          | FACup+CdL       | 0+0             | 0               | UCL                | -                  | -                  | -           | -           | -           | 2      | 0      |
| 2010-gen. 2011        | Chelsea               | PL                    | 0          | 0          | FACup+CdL       | 1+1             | 0+1             | UCL                | 4                  | 0                  | CS          | 0           | 0           | 6      | 1      |
| Totale Chelsea        | Totale Chelsea        | Totale Chelsea        | 2          | 0          |                 | 2               | 1               |                    | 4                  | 0                  |             | 0           | 0           | 8      | 1      |
| gen.-giu. 2011        | Leicester City        | FLC                   | 12         | 1          | FACup+CdL       | 0+0             | 0               | -                  | -                  | -                  | -           | -           | -           | 12     | 1      |
| 2011-gen. 2012        | Wigan                 | PL                    | 3          | 0          | FACup+CdL       | 0+1             | 0               | -                  | -                  | -                  | -           | -           | -           | 4      | 0      |
| gen.-giu. 2012        | Vitesse               | ED                    | 9+1        | 0          | CO              | 1               | 0               | -                  | -                  | -                  | -           | -           | -           | 11     | 0      |
| 2012-2013             | Vitesse               | ED                    | 31         | 1          | CO              | 4               | 0               | UEL                | 4                  | 1                  | -           | -           | -           | 39     | 2      |
| 2013-2014             | Vitesse               | ED                    | 27+2       | 4+0        | CO              | 3               | 1               | UEL                | 2                  | 0                  | -           | -           | -           | 34     | 5      |
| Totale Vitesse        | Totale Vitesse        | Totale Vitesse        | 67+3       | 5+0        |                 | 8               | 1               |                    | 6                  | 1                  |             | -           | -           | 84     | 7      |
| 2014-2015             | Sunderland            | PL                    | 28         | 0          | FACup+CdL       | 4+1             | 1+0             | -                  | -                  | -                  | -           | -           | -           | 33     | 1      |
| 2015-2016             | Sunderland            | PL                    | 33         | 5          | FACup+CdL       | 1+2             | 0               | -                  | -                  | -                  | -           | -           | -           | 36     | 5      |
| 2016-gen. 2017        | Sunderland            | PL                    | 21         | 3          | FACup+CdL       | 2+3             | 0               | -                  | -                  | -                  | -           | -           | -           | 26     | 3      |
| Totale Sunderland     | Totale Sunderland     | Totale Sunderland     | 82         | 8          |                 | 13              | 1               |                    | -                  | -                  |             | -           | -           | 95     | 9      |
| gen.-giu. 2017        | Crystal Palace        | PL                    | 11         | 2          | FACup+CdL       | 0+0             | 0               | -                  | -                  | -                  | -           | -           | -           | 11     | 2      |
| 2017-2018             | Crystal Palace        | PL                    | 28         | 5          | FACup+CdL       | 1+3             | 0               | -                  | -                  | -                  | -           | -           | -           | 32     | 5      |
| 2018-2019             | Crystal Palace        | PL                    | 36         | 3          | FACup+CdL       | 2+1             | 0+1             | -                  | -                  | -                  | -           | -           | -           | 39     | 4      |
| 2019-2020             | Crystal Palace        | PL                    | 29         | 3          | FACup+CdL       | 0+0             | 0               | -                  | -                  | -                  | -           | -           | -           | 29     | 3      |
| 2020-2021             | Crystal Palace        | PL                    | 22         | 0          | FACup+CdL       | 1+0             | 0+0             | -                  | -                  | -                  | -           | -           | -           | 23     | 0      |
| Totale Crystal Palace | Totale Crystal Palace | Totale Crystal Palace | 126        | 13         |                 | 8               | 1               |                    | -                  | -                  |             | -           | -           | 134    | 14     |
| 2021-2022             | Galatasaray           | SL                    | 35         | 2          | TK              | 1               | 0               | UEL                | 12                 | 1                  | -           | -           | -           | 48     | 3      |
| 2022-gen. 2023        | Galatasaray           | SL                    | 10         | 0          | TK              | 3               | 0               | -                  | -                  | -                  | -           | -           | -           | 13     | 0      |
| Totale Galatasaray    | Totale Galatasaray    | Totale Galatasaray    | 45         | 2          |                 | 4               | 0               |                    | 12                 | 1                  |             | -           | -           | 61     | 3      |
| gen.-giu. 2023        | PSV                   | ED                    | 15         | 1          | CO              | 4               | 1               | UEL                | 2                  | 0                  | -           | -           | -           | 21     | 2      |
| Totale carriera       | Totale carriera       | Totale carriera       | 382        | 30         |                 | 40              | 5               |                    | 25                 | 2                  |             | 0           | 0           | 446    | 37     |

### Cronologia presenze e reti in nazionale
| Cronologia completa delle presenze e delle reti in nazionale ― Paesi Bassi | Cronologia completa delle presenze e delle reti in nazionale ― Paesi Bassi | Cronologia completa delle presenze e delle reti in nazionale ― Paesi Bassi | Cronologia completa delle presenze e delle reti in nazionale ― Paesi Bassi | Cronologia completa delle presenze e delle reti in nazionale ― Paesi Bassi | Cronologia completa delle presenze e delle reti in nazionale ― Paesi Bassi | Cronologia completa delle presenze e delle reti in nazionale ― Paesi Bassi | Cronologia completa delle presenze e delle reti in nazionale ― Paesi Bassi |
| Data                                                                       | Città                                                                      | In casa                                                                    | Risultato                                                                  | Ospiti                                                                     | Competizione                                                               | Reti                                                                       | Note                                                                       |
| -------------------------------------------------------------------------- | -------------------------------------------------------------------------- | -------------------------------------------------------------------------- | -------------------------------------------------------------------------- | -------------------------------------------------------------------------- | -------------------------------------------------------------------------- | -------------------------------------------------------------------------- | -------------------------------------------------------------------------- |
| 19-11-2013                                                                 | Amsterdam                                                                  | Paesi Bassi                                                                | 0 – 0                                                                      | Colombia                                                                   | Amichevole                                                                 | -                                                                          | 90+2’                                                                      |
| 17-5-2014                                                                  | Amsterdam                                                                  | Paesi Bassi                                                                | 1 – 1                                                                      | Ecuador                                                                    | Amichevole                                                                 | -                                                                          | 46’                                                                        |
| 25-3-2016                                                                  | Amsterdam                                                                  | Paesi Bassi                                                                | 2 – 3                                                                      | Francia                                                                    | Amichevole                                                                 | -                                                                          | 78’                                                                        |
| 29-3-2016                                                                  | Londra                                                                     | Inghilterra                                                                | 1 – 2                                                                      | Paesi Bassi                                                                | Amichevole                                                                 | -                                                                          | 81’                                                                        |
| 1-6-2016                                                                   | Danzica                                                                    | Polonia                                                                    | 1 – 2                                                                      | Paesi Bassi                                                                | Amichevole                                                                 | -                                                                          | 46’                                                                        |
| 4-6-2016                                                                   | Vienna                                                                     | Austria                                                                    | 0 – 2                                                                      | Paesi Bassi                                                                | Amichevole                                                                 | -                                                                          |                                                                            |
| 23-3-2018                                                                  | Amsterdam                                                                  | Paesi Bassi                                                                | 0 – 1                                                                      | Inghilterra                                                                | Amichevole                                                                 | -                                                                          |                                                                            |
| 31-5-2018                                                                  | Trnava                                                                     | Slovacchia                                                                 | 1 – 1                                                                      | Paesi Bassi                                                                | Amichevole                                                                 | -                                                                          | 75’                                                                        |
| 16-10-2018                                                                 | Bruxelles                                                                  | Belgio                                                                     | 1 – 1                                                                      | Paesi Bassi                                                                | Amichevole                                                                 | -                                                                          | 61’                                                                        |
| 19-11-2019                                                                 | Amsterdam                                                                  | Paesi Bassi                                                                | 5 – 0                                                                      | Estonia                                                                    | Qual. Euro 2020                                                            | -                                                                          |                                                                            |
| 15-11-2020                                                                 | Amsterdam                                                                  | Paesi Bassi                                                                | 3 – 1                                                                      | Bosnia ed Erzegovina                                                       | UEFA Nations League 2020-2021 - 1º turno                                   | -                                                                          | 79’                                                                        |
| 18-11-2020                                                                 | Chorzów                                                                    | Polonia                                                                    | 1 – 2                                                                      | Paesi Bassi                                                                | UEFA Nations League 2020-2021 - 1º turno                                   | -                                                                          | 70’                                                                        |
| 24-3-2021                                                                  | Istanbul                                                                   | Turchia                                                                    | 4 – 2                                                                      | Paesi Bassi                                                                | Qual. Mondiali 2022                                                        | -                                                                          | 82’                                                                        |
| 2-6-2021                                                                   | Faro                                                                       | Paesi Bassi                                                                | 2 – 2                                                                      | Scozia                                                                     | Amichevole                                                                 | -                                                                          | 69’                                                                        |
| 6-6-2021                                                                   | Enschede                                                                   | Paesi Bassi                                                                | 3 – 0                                                                      | Georgia                                                                    | Amichevole                                                                 | -                                                                          | 73’                                                                        |
| 13-6-2021                                                                  | Amsterdam                                                                  | Paesi Bassi                                                                | 3 – 2                                                                      | Ucraina                                                                    | Euro 2020 - 1º turno                                                       | -                                                                          | 64’                                                                        |
| 17-6-2021                                                                  | Amsterdam                                                                  | Paesi Bassi                                                                | 2 – 0                                                                      | Austria                                                                    | Euro 2020 - 1º turno                                                       | -                                                                          | 65’                                                                        |
| 21-6-2021                                                                  | Amsterdam                                                                  | Macedonia del Nord                                                         | 0 – 3                                                                      | Paesi Bassi                                                                | Euro 2020 - 1º turno                                                       | -                                                                          |                                                                            |
| 27-6-2021                                                                  | Budapest                                                                   | Paesi Bassi                                                                | 0 – 2                                                                      | Rep. Ceca                                                                  | Euro 2020 - Ottavi di finale                                               | -                                                                          | 81’                                                                        |
| Totale                                                                     |                                                                            | Presenze                                                                   | 19                                                                         |                                                                            | Reti                                                                       | 0                                                                          |                                                                            |

## Palmarès
- Coppa dei Paesi Bassi: 1

PSV: 2022-2023
- Supercoppa dei Paesi Bassi: 1

PSV: 2023
- Campionato olandese: 1

PSV: 2023-2024